# Weihnachten, als ich klein war
Weihnachten, als ich klein war (Originaltitel: En jul när jag var liten) ist eine Buchanthologie, die 1992 von Harriet Alfons in Schweden veröffentlicht wurde und Weihnachtsgeschichten von Autoren wie Astrid Lindgren, Margareta Strömstedt, Bengt Anderberg und Viveca Lärn enthält. Später wurde die Anthologie auch ins Dänische und Deutsche übersetzt. In die deutsch- und dänischsprachigen Ausgaben schaffte es nur ein Teil der Geschichten. Weitere Geschichten wurden mit Werken von anderen Autoren ersetzt.

## Inhalt
In dem Buch berichten bekannte Autoren wie Astrid Lindgren, Margareta Strömstedt, Bengt Anderberg und Viveca Lärn von den Weihnachtserlebnissen aus ihrer Kindheit. Die Geschichten erzählen von guten und schlechten Zeiten, dem Zusammenhalt der Familien und dem sehnsüchtigen Warten der Kinder auf Heiligabend.

## Originalvorlage
Im schwedischen Original erschien das Buch 1992 unter dem Titel En jul när jag var liten (deutsch: Ein Weihnachten, als ich ein Kind war) bei Rabén & Sjögren. Es wurde von Harriet Alfons und Margot Henriksson herausgeben. Ein paar Autoren hatten ihre Geschichten bereits veröffentlicht. So schrieb Selma Lagerlöf ihre Geschichte Julklappsboken schon im Jahr 1933. Auch Bengt Anderbergs Geschichte När farmor kokade rödkål (Als Großmutter Rotkohl kochte) wurde bereits 1974 in der Zeitschrift Vi veröffentlicht. Fast alle Geschichten wurden auf Schwedisch verfasst. Ausschließlich Leon Garfields Det förbjudna barnet wurde auf Englisch geschrieben und erschien zunächst 1984 in der Kurzgeschichtensammlung The Faber Book of Christmas Stories unter dem Titel Forbidden child. Übersetzt wurde diese Geschichte von der Herausgeberin Harriet Alfons. Das Cover zur Schwedischen Ausgabe zeigt das Bild Kerstis slädfärd von Carl Larsson.

### Einzelbeiträge
Nachfolgend die Einzelbeiträge der Anthologie in der Reihenfolge des Index:
| Schwedisches Original                                                    | Titelübersetzung                                   | Autor                  | Illustrator                           |
| ------------------------------------------------------------------------ | -------------------------------------------------- | ---------------------- | ------------------------------------- |
| En jul i Småland för länge sen                                           | Ein Weihnachten in Småland vor langer Zeit         | Astrid Lindgren        | Ilon Wikland                          |
| När farmor kokade rödkål                                                 | Als Großmutter Rotkohl kochte                      | Bengt Anderberg        | Sven Nordqvist                        |
| Fylle-Svenssons och det underbara ögonblicket                            | Schnaps–Svenssonos und der wunderbare Augenblick   | Margareta Strömstedt   | Eva Eriksson                          |
| Min osynliga jul                                                         | Mein unsichtbares Wesen                            | Viveca Lärn            | Pija Lindenbaum                       |
| Överraskningen                                                           | (Überraschungen)                                   | Rebecca Alsberg        | Charlotte Ramel                       |
| Barnkammargranen                                                         | (Kindergarten Weihnachtsbaum)                      | Carl Zetterström       | Carl Zetterström                      |
| Drömmen om en hund                                                       | (Der Traum von einem Hund)                         | Inger Sandberg         | Lasse Sandberg                        |
| Jesusbarnets födelsedag                                                  | (Der Geburtstag von Jesus)                         | Gun-Britt Sundström    | Elsa Beskow und Aina Stenberg-MasOlle |
| Det förbjudna barnet (englischsprachiger Originaltitel: Forbidden child) | (Das verbotene Kind)                               | Leon Garfield          | Jens Ahlbom                           |
| Jul i Moskva                                                             | (Weihnachten in Moskau)                            | Maria Nikolajeva       | Marianne Enqvist                      |
| En julklapp till pappa                                                   | (Ein Weihnachtsgeschenk für Papa)                  | Karin Stjernholm Ræder | Karin Stjernholm Ræder                |
| När jag var liten                                                        | (Als ich ein Kind war)                             | Ingrid Sjöstrand       | Cecilia Torudd                        |
| ...gå vi till paradis med sång                                           | (...wir gehen mit Gesang ins Paradies)             | Helga Henschen         | Helga Henschen                        |
| Julfrid                                                                  | (Weihnachtsfrieden)                                | Stig Claesson          | Stig Claesson                         |
| Jul i New York                                                           | (Weihnachten in New York)                          | Björn Berg             | Björn Berg                            |
| Två hästar och en vagn                                                   | (Zwei Pferde und eine Kutsche)                     | Berit Spong            | Ann-Madeleine Gelotte                 |
| Julen                                                                    | (Weihnachten)                                      | Tove Jansson           | Tove Jansson                          |
| Juleljus                                                                 | (Weihnachtsbeleuchtung)                            | Alf Henrikson          | Fibben Hald                           |
| Julklappsboken                                                           | Das Buch zu Weihnachten. Eine Kindheitserinnerung. | Selma Lagerlöf         | Marit Törnqvist                       |
| Till sist                                                                | (Endlich)                                          | Eva von Zweigbergk     | Birger Lundquist                      |

Anmerkungen
1. ↑  Wenn die Geschichte nicht auf Deutsch übersetzt wurde, wird hier nur die wörtliche Übersetzung des Titels in Klammern angegeben.
2. ↑  Die Geschichte erschien nicht in dem Buch Weihnachten, als ich klein war, wurde aber später von Holger Wolandt ins Deutsche übersetzt und in dem folgenden Buch veröffentlicht: Gabriel Haefs, Christel Hildebrandt & Dagmar Mißfeldt (2011): Weihnachten im hohen Norden. Geschichten. Reclam Stuttgart. S. 7–13

### Buchausgabe
- En jul när jag var liten (1992), Rabén & Sjögren, schwedische Originalausgabe

## Deutschsprachige Ausgabe
1996 wurde die deutschsprachige Ausgabe unter dem Titel Weihnachten, als ich klein war beim Oetinger Verlag in Hamburg veröffentlicht. Sie unterscheidet sich erheblich von der schwedischen Originalausgabe von 1992. So wurden nur vier Geschichten von den Autoren Astrid Lindgren, Margareta Strömstedt, Bengt Anderberg und Viveca Lärn der Originalausgabe übernommen und ins Deutsche übersetzt. Die anderen Geschichten wurden durch Werke anderer Autoren ersetzt. Erich Kästners Geschichte Ein Kind hat Kummer ist zuvor schon in dem Buch Als ich ein kleiner Junge war beim Atrium Verlag erschienen. Der Rest der Geschichten wurde für die deutsche Version des Buches neu geschrieben. Peter Knorr illustrierte das Buch. Die Geschichten sind im Durchschnitt ungefähr 10 Seiten lang.
Das Buch wurde für sehbehinderte Menschen als DAISY-Hörbuch herausgebracht und ist 246 Minuten lang.

### Einzelbeiträge
Nachfolgend die Einzelbeiträge der Anthologie in der Reihenfolge des Index:
| Deutsche Version                                 | Schwedisches Original                         | Autor                | Illustrator |
| ------------------------------------------------ | --------------------------------------------- | -------------------- | ----------- |
| Ein Weihnachten in Småland vor langer Zeit       | En jul i Småland för länge sen                | Astrid Lindgren      | Peter Knorr |
| Als Großmutter Rotkohl kochte                    | När farmor kokade rödkål                      | Bengt Anderberg      | Peter Knorr |
| Schnaps–Svenssonos und der wunderbare Augenblick | Fylle-Svenssons och det underbara ögonblicket | Margareta Strömstedt | Peter Knorr |
| Mein unsichtbares Wesen                          | Min osynliga jul                              | Viveca Lärn          | Peter Knorr |
| Mein Kind hat Kummer                             | -                                             | Erich Kästner        | Peter Knorr |
| Die Grulicher Weihnachtskrippe                   | -                                             | Otfried Preußler     | Peter Knorr |
| Erinnerung an Weihnachten                        | -                                             | Joan Aiken           | Peter Knorr |
| Der Ritt ins Morgenland                          | -                                             | Jo Pestum            | Peter Knorr |
| Fröhliche Weihnacht...                           | -                                             | Renate Welsh         | Peter Knorr |
| Weihnachten 1946                                 | -                                             | Wolf Spillner        | Peter Knorr |
| Zu meiner Zeit                                   | -                                             | Wilhelm Topsch       | Peter Knorr |
| Ein Ärmel fehlte                                 | -                                             | Christine Nöstlinger | Peter Knorr |
| Seit fünfzig Jahren hat er Unrecht               | -                                             | David Henry Wilson   | Peter Knorr |
| Der umgefallene Weihnachtsbaum                   | -                                             | Tormod Haugen        | Peter Knorr |
| Das Jahr des Daumens                             | -                                             | Marjaleena Lembcke   | Peter Knorr |
| Das Christkindl                                  | -                                             | Karin Gündisch       | Peter Knorr |
| Weihnachten wohnt im Fliegenschrank              | -                                             | Carmen Blazejewski   | Peter Knorr |
| Die Pelzjacke                                    | -                                             | Bettina Obrecht      | Peter Knorr |

Elf Beiträge der deutschen Ausgabe entstammen deutschsprachigen Autoren, sieben Geschichten der folgenden Autoren wurden ins Deutsche übersetzt:
- Astrid Lindgren (Übersetzer aus dem Schwedischen: Anna-Liese Kornitzky)
- Joan Aiken (Übersetzer aus dem Englischen: Irmela Brender)
- Margareta Strömstedt (Übersetzer aus dem Schwedischen: Anna-Liese Kornitzky)
- David Henry Wilson (Übersetzer aus dem Englischen: Irmela Brender)
- Bengt Anderberg (Übersetzer aus dem Schwedischen: Anna-Liese Kornitzky)
- Tormod Haugen (Übersetzer aus dem Norwegischen: Lothar Schneider)
- Viveca Lärn (Übersetzer aus dem Schwedischen: Anna-Liese Kornitzky)

### Buchausgabe
- Angelika Kutsch (Hrsg.): Weihnachten, als ich klein war. Bilder von Peter Knorr. Oetinger, Hamburg 1996. ISBN 3-7891-4006-6

### Hörbuch
- Weihnachten, als ich klein war. Einlesungen. Spieldauer: 246 Minuten. DAISY-Hörbuch, 2012

## Weitere Veröffentlichungen
Neben einer Veröffentlichung in Deutschland wurden die Geschichten auch ins Dänische übersetzt. In Dänemark erschien das Buch 1993 unter dem Titel Jul da jeg var lille (wörtlich: Weihnachten, als ich klein war). Genau wie in der deutschen erschienen in der dänischen Ausgabe die Geschichten von Astrid Lindgren, Margareta Strömstedt, Bengt Anderberg und Viveca Lärn. Zusätzlich wurden aus der Originalausgabe die Geschichten von Rebecca Alsberg, Alf Henrikson und Selma Lagerlöf übersetzt. Für die weggelassenen Geschichten erschienen Werke von Rachel Rachlin, Godfred Hartmann, Svend Otto S., Cecil Bødker, Frederik Dessau, Niels Birger Wamberg, Klaus Rifbjerg, Knud Erik Pedersen, Jane Aamund, Mette Winge und Flemming Quist Møller. Außerdem wurde das Buch in Dänemark als Hörbuch herausgebracht. Gelesen wurde es von Susanne Stage.
Dänische Veröffentlichung
- Astrid Lindgren: En jul i Småland for længe siden (schwedischer Originaltitel: En jul i Småland för länge sen)
- Bengt Anderberg: Da farmor kogte rødkål (schwedischer Originaltitel: När farmor kokade rödkål)
- Margareta Strömstedt: Druk-Svenssons og Det vidunderlige Øjeblik (schwedischer Originaltitel: Fylle-Svenssons och det underbara ögonblicket)
- Viveca Lärn: Min usynlige jul (schwedischer Originaltitel: Min osynliga jul)
- Rebecca Alsberg: Overraskelsen (schwedischer Originaltitel: Överraskningen)
- Alf Henrikson: Julelys (schwedischer Originaltitel: Juleljus)
- Selma Lagerlöf: Julegavebogen (schwedischer Originaltitel: Julklappsboken)
- Rachel & Israel Rachlin: Jul i Sibirien
- Godfred Hartmann: Et grantræ skal stritte med grenene!
- Svend Otto S.: Lotteri-Julen
- Cecil Bødker: En håndfuld sand
- Frederik Dessau: Julekirken
- Niels Birger Wamberg: Fortællingen om julen
- Klaus Rifbjerg: Dobbeltjul
- Knud Erik Pedersen: Kesses gave
- Jane Aamund: Den gule diligence
- Mette Winge: Cykelturen
- Flemming Quist Møller: Jul hos morfar

Buchausgabe
- Jul da jeg var lille (1993), Gyldendal (ins Dänische übersetzt von  Birgit Steenstrup) ISBN 87-00-15978-6

## Rezeption
Ulrich Karger zieht in seinem Kurzhinweis zu dieser Anthologie die Schlussfolgerung, dass an den von Peter Knorr illustrierten Geschichten sowohl Kinder als auch Erwachsene „großes Vergnügen“ finden dürften. Er empfiehlt Weihnachten, als ich klein war zum Vorlesen für Kinder ab fünf Jahren und als selbstständige Lektüre für Kinder ab zehn Jahren. Das Kinderschutz-Zentrum Graz empfiehlt das Buch für Kinder aller Altersstufen.
Peter Seul, leitender Pfarrer der katholischen Pfarreiengemeinschaft Kaarst-Büttgen, merkte in einem Lokalanzeiger-Gastbeitrag von 2017 an, dass die Weihnachtsgeschichten in dem Buch zum Teil in Zeiten der Armut, der Entbehrung und des Krieges spielen würden. Obwohl kein „Wohlstandsweihnachten“ beschrieben werde, würden fast alle Autoren „von der Stille und der Heimeligkeit der Familie und von der gespannten Erwartung bei der Bescherung“ berichten. Thomas Meurer nahm wie Seul diesen Gedanken bereits in seiner preisgekrönten Predigt von 2002 auf. Danach zeigen diese Geschichten, dass nicht viel Materielles gebraucht wird, um ein schönes Weihnachtsfest zu haben, in dem die Familien näher zueinander rücken.
Maren Schneider benennt Weihnachten, als ich klein war als eines ihrer Lieblingsbücher, da es von einer Zeit berichtet, „die heute kaum mehr vorstellbar ist: meterhoher Schnee, Eiskristalle an den Fensterscheiben“.